# Ben Cijjon Frieden
Ben Cijjon Frieden (ur. 1917, zm. 2014) – izraelski dowódca wojskowy w stopniu pułkownika (Aluf Mishneh), oficer dyplomowany Sił Obronnych Izraela, później biznesmen.

## Młodość
Frieden urodził się w Norfolk w Stanach Zjednoczonych, jako syn rodziny żydowskich imigrantów z Litwy.
Jego ojciec był żarliwym syjonistą i w 1920 cała rodzina wyemigrowała do Mandatu Palestyny. Zamieszkali w osiedlu Morasza w Jerozolimie. Ben Zion ukończył gimnazjum w dzielnicy Rechawia, a następnie szkołę rolniczą Mikwe Jisra’el.

## Służba wojskowa
Około 1935 wstąpił do żydowskiej organizacji paramilitarnej Hagana, i w 1937 został jednym z dowódców oddziałów polowych.
Podczas II wojny światowej zaciągnął się do United States Air Force. Jako pracownik obsługi technicznej stacjonował w Wielkiej Brytanii. Po wojnie powrócił do Mandatu Palestyny i ponownie wstąpił do Hagany. Był pierwszym dowódcą oddziału piechoty w rejonie Gusz Dan, a następnie objął dowództwo 33 Batalionu Brygady Aleksandroni. Podczas I wojny izraelsko-arabskiej w listopadzie 1948 został mianowany dowódcą brygady.
Po wojnie dowodził brygadą piechoty w rezerwie, a następnie udał się z misją bezpieczeństwa do Stanów Zjednoczonych. W 1957 został raniony podczas ataku terrorystycznego na południu kraju. Zmusiło go to do wycofania się z armii.

## Działalność cywilna
Po odejściu z armii Frieden zaangażował się w działalność biznesową.